# 西塞罗丹塔斯
西塞罗丹塔斯是巴西巴伊亚州的一个市镇。总面积658.94平方公里，总人口30976人，人口密度47人/平方公里。